# Calcio Padova 1984-1985
Questa voce raccoglie le informazioni riguardanti il Calcio Padova nelle competizioni ufficiali della stagione 1984-1985.

## Stagione
I biancoscudati iniziano la stagione 1984-1985 con alla guida Gennaro Rambone, poi sostituito nel mese di novembre da Gianni Di Marzio.
La squadra conquista un quattordicesimo posto in campionato che vale la salvezza, ma al termine della stagione emerge un caso di illecito sportivo riguardo all'ultima partita di campionato contro il Taranto già retrocesso, ossia un tentativo di combine tra calciatori del Padova e del Taranto. La giustizia sportiva decide di declassare la società veneta all'ultimo posto in classifica e pertanto alla retrocessione in serie C1.
In Coppa Italia il Padova non va oltre il primo turno, classificandosi quinta nel girone 3, vinto dalla Roma, che insieme al Genoa secondo, si sono qualificate agli ottavi di finale.

## Divise e sponsor
Lo sponsor tecnico per la stagione 1983-1984 fu Adidas, mentre lo sponsor ufficiale fu Bata.
| Casa | Trasferta | Terza divisa | Alternativa |

## Rosa
| N. |                   | Ruolo | Calciatore         |
| -- | ----------------- | ----- | ------------------ |
|    | Italia (bandiera) | P     | Mirko Benevelli    |
|    | Italia (bandiera) | P     | Nello Malizia      |
|    | Italia (bandiera) | P     | Massimo Mattolini  |
|    | Italia (bandiera) | D     | Cornelio Donati    |
|    | Italia (bandiera) | D     | Pasquale Fanesi    |
|    | Italia (bandiera) | D     | Fulvio Fellet      |
|    | Italia (bandiera) | D     | Marco Baroni       |
|    | Italia (bandiera) | D     | Roberto Giansanti  |
|    | Italia (bandiera) | D     | Fabrizio Salvatori |
|    | Italia (bandiera) | D     | Antonio Favaro     |
|    | Italia (bandiera) | D     | Walter Dondoni     |

| N. |                   | Ruolo | Calciatore        |
| -- | ----------------- | ----- | ----------------- |
|    | Italia (bandiera) | C     | Emilio Da Re      |
|    | Italia (bandiera) | C     | Attilio Sorbi     |
|    | Italia (bandiera) | C     | Maurizio Restelli |
|    | Italia (bandiera) | C     | Claudio Valigi    |
|    | Italia (bandiera) | C     | Giuseppe Manarin  |
|    | Italia (bandiera) | C     | Mauro Fasolo      |
|    | Italia (bandiera) | C     | Andrea Seno       |
|    | Italia (bandiera) | A     | Loris Pradella    |
|    | Italia (bandiera) | A     | Orazio Sorbello   |
|    | Italia (bandiera) | A     | Alberto Dacroce   |

## Risultati

### Serie B

#### Girone di andata
| Arbitro: | D'Innocenzo (Roma) |

|                           |           |  |
| Pradella 14’ Sorbello 55’ | Marcatori |  |

| Arbitro: | Testa (Prato) |

|                      |           |           |
| G. Pagliari 44’, 48’ | Marcatori | 7’ Valigi |

| Arbitro: | Lamorgese (Potenza) |

|                   |           |             |
| Auteri 12’ (aut.) | Marcatori | 81’ Fiorini |

| Arbitro: | Pellicanò (Reggio Calabria) |

|                        |           |  |
| Tovalieri 16’ Neri 56’ | Marcatori |  |

| Arbitro: | Tubertini (Bologna) |

|                                    |           |                     |
| Longobardo 39’ (aut.) Sorbello 80’ | Marcatori | 57’ (rig.) Mastalli |

| Arbitro: | Pairetto (Torino) |

|  |           |                            |
|  | Marcatori | 5’ (aut.) Fellet 83’ Kieft |

| Trieste 28 ottobre 1984 7ª giornata | Triestina          | 0 – 0 | Padova | Stadio Giuseppe Grezar\| Arbitro: \| Lombardo (Marsala) \| |
| Arbitro:                            | Lombardo (Marsala) |       |        |                                                            |

| Arbitro: | Mattei (Macerata) |

|                           |           |               |
| Pradella 52’ Sorbello 81’ | Marcatori | 61’ Bongiorni |

| Arbitro: | Da Pozzo (Monza) |

|              |           |  |
| Agostini 37’ | Marcatori |  |

| Arbitro: | Greco (Lecce) |

|              |           |             |
| Pradella 37’ | Marcatori | 74’ Barbuti |

| Arbitro: | Gabbrielli (Prato) |

|                 |           |              |
| Ciarlantini 65’ | Marcatori | 40’ Pradella |

| Arbitro: | Redini (Pisa) |

|              |           |              |
| Sorbello 55’ | Marcatori | 76’ Paciocco |

| Arbitro: | Lamorgese (Potenza) |

|             |           |  |
| Cinello 77’ | Marcatori |  |

| Padova 16 dicembre 1984 14ª giornata | Padova         | 0 – 0 | Pescara | Stadio Silvio Appiani\| Arbitro: \| Boschi (Parma) \| |
| Arbitro:                             | Boschi (Parma) |       |         |                                                       |

| Cagliari 23 dicembre 1984 15ª giornata | Cagliari       | 0 – 0 | Padova | Stadio Sant'Elia\| Arbitro: \| Pieri (Genova) \| |
| Arbitro:                               | Pieri (Genova) |       |        |                                                  |

| San Benedetto del Tronto 6 gennaio 1985 16ª giornata | Sambenedettese | 0 – 0 | Padova | Stadio Fratelli Ballarin\| Arbitro: \| Testa (Prato) \| |
| Arbitro:                                             | Testa (Prato)  |       |        |                                                         |

| Arbitro: | Pairetto (Torino) |

|                        |           |                       |
| Sorbello 2’ Valigi 18’ | Marcatori | 13’ Bivi 64’ Bergossi |

| Arbitro: | Longhi (Roma) |

|                          |           |  |
| Zanone 42’ Gibellini 69’ | Marcatori |  |

| Arbitro: | Luci (Firenze) |

|                               |           |  |
| Pradella 2’, 21’ Sorbello 63’ | Marcatori |  |

#### Girone di ritorno
| Arbitro: | Luci (Firenze) |

|                          |           |  |
| Greco 80’ Marocchino 83’ | Marcatori |  |

| Padova 17 febbraio 1985 21ª giornata | Padova         | 0 – 0 | Monza | Stadio Silvio Appiani\| Arbitro: \| Luci (Firenze) \| |
| Arbitro:                             | Luci (Firenze) |       |       |                                                       |

| Genova 24 febbraio 1985 22ª giornata | Genoa               | 0 – 0 | Padova | Stadio Luigi Ferraris\| Arbitro: \| Lamorgese (Potenza) \| |
| Arbitro:                             | Lamorgese (Potenza) |       |        |                                                            |

| Arbitro: | Esposito (Torre del Greco) |

|                            |           |  |
| Valigi 30’ Srbi 90’ (rig.) | Marcatori |  |

| Catania 10 marzo 1985 24ª giornata | Catania      | 1 – 0 | Padova | Stadio Cibali\| Arbitro: \| Baldi (Roma) \| |
| Arbitro:                           | Baldi (Roma) |       |        |                                             |

| Arbitro: | Coppetelli (Tivoli) |

|                  |           |  |
| Kieft 87’ (rig.) | Marcatori |  |

| Arbitro: | Magni (Bergamo) |

|                 |           |                     |
| Sorbi 6’ (rig.) | Marcatori | 81’ (aut.) Sorbello |

| Arbitro: | Luci (Firenze) |

|                 |           |  |
| Di Giovanni 87’ | Marcatori |  |

| Arbitro: | Testa (Prato) |

|                        |           |             |
| Pradella 2’ Fasolo 75’ | Marcatori | 64’ Cravero |

| Arbitro: | Redini (Pisa) |

|            |           |            |
| Barbuti 4’ | Marcatori | 84’ Fasolo |

| Padova 21 aprile 1985 30ª giornata | Padova        | 0 – 0 | Campobasso | Stadio Silvio Appiani\| Arbitro: \| Greco (Lecce) \| |
| Arbitro:                           | Greco (Lecce) |       |            |                                                      |

| Arbitro: | Tubertini (Bologna) |

|              |           |  |
| Cipriani 51’ | Marcatori |  |

| Arbitro: | D'Innocenzo (Roma) |

|           |           |  |
| Sorbi 38’ | Marcatori |  |

| Arbitro: | Da Pozzo (Monza) |

|                |           |                   |
| De Martino 64’ | Marcatori | 87’ (rig.) Fasolo |

| Arbitro: | D'Elia (Salerno) |

|                               |           |                           |
| Sorbi 24’ (rig.) Sorbello 28’ | Marcatori | 30’ (aut.) Da Re 35’ Poli |

| Padova 26 maggio 1985 35ª giornata | Padova            | 0 – 0 | Sambenedettese | Stadio Silvio Appiani\| Arbitro: \| Bergamo (Livorno) \| |
| Arbitro:                           | Bergamo (Livorno) |       |                |                                                          |

| Arbitro: | Esposito (Torre del Greco) |

|                        |           |                         |
| Bivi 2’ Cuccovillo 82’ | Marcatori | 34’ Da Re 37’ Salvatori |

| Arbitro: | Pairetto (Torino) |

|             |           |               |
| Dondoni 86’ | Marcatori | 75’ Gibellini |

| Arbitro: | Longhi (Roma) |

|             |           |                     |
| Formoso 79’ | Marcatori | 36’ Sorbi 45’ Da Re |

### Coppa Italia

#### Primo turno
| Arbitro: | Pezzella (Frattamaggiore) |

|                                 |           |  |
| Laudrup 22’ Giordano 74’ (rig.) | Marcatori |  |

| Arbitro: | Lombardo (Marsala) |

|                               |           |                           |
| Toninho Cerezo 4’ Giannini 6’ | Marcatori | 38’ Pradella 84’ Sorbello |

| Arbitro: | Testa (Prato) |

|  |           |              |
|  | Marcatori | 70’ Faccenda |

| Arbitro: | Frigerio (Milano) |

|              |           |  |
| Sorbello 65’ | Marcatori |  |

| Padova 9 settembre 1984 5ª giornata | Padova            | 0 – 0 | Varese | Stadio Silvio Appiani\| Arbitro: \| Tuveri (Cagliari) \| |
| Arbitro:                            | Tuveri (Cagliari) |       |        |                                                          |

## Statistiche

### Statistiche di squadra
| Competizione | Punti | In casa | In casa | In casa | In casa | In casa | In casa | In trasferta | In trasferta | In trasferta | In trasferta | In trasferta | In trasferta | Totale | Totale | Totale | Totale | Totale | Totale | DR |
| Competizione | Punti | G       | V       | N       | P       | Gf      | Gs      | G            | V            | N            | P            | Gf           | Gs           | G      | V      | N      | P      | Gf     | Gs     | DR |
| ------------ | ----- | ------- | ------- | ------- | ------- | ------- | ------- | ------------ | ------------ | ------------ | ------------ | ------------ | ------------ | ------ | ------ | ------ | ------ | ------ | ------ | -- |
| Serie B      | 35    | 19      | 7       | 11      | 1       | 23      | 14      | 19           | 1            | 8            | 10           | 8            | 20           | 38     | 8      | 19     | 11     | 31     | 34     | -3 |
| Coppa Italia | 4     | 3       | 1       | 1       | 1       | 1       | 1       | 2            | 0            | 1            | 1            | 2            | 4            | 5      | 1      | 2      | 2      | 3      | 5      | -2 |
| Totale       | 39    | 22      | 8       | 12      | 2       | 24      | 15      | 21           | 1            | 9            | 11           | 10           | 24           | 43     | 9      | 21     | 13     | 34     | 39     | -5 |

### Statistiche dei giocatori
| Giocatore    | Serie B  | Serie B | Coppa Italia | Coppa Italia | Totale   | Totale |
| Giocatore    | Presenze | Reti    | Presenze     | Reti         | Presenze | Reti   |
| ------------ | -------- | ------- | ------------ | ------------ | -------- | ------ |
| M. Benevelli | 32       | -26     | 0            | 0            | 32       | -26    |
| N. Malizia   | 2        | -3      | 3            | -5           | 5        | -8     |
| M. Mattolini | 4        | -5      | 2            | 0            | 6        | -5     |
| C. Donati    | 30       | 0       | 4            | 0            | 34       | 0      |
| P. Fanesi    | 24       | 0       | 5            | 0            | 29       | 0      |
| F. Fellet    | 33       | 0       | 5            | 0            | 38       | 0      |
| M. Baroni    | 38       | 0       | 5            | 0            | 43       | 0      |
| R. Giansanti | 20       | 0       | 3            | 0            | 23       | 0      |
| F. Salvatori | 22       | 1       | 5            | 0            | 27       | 1      |
| A. Favaro    | 3        | 0       | 4            | 0            | 7        | 0      |
| W. Dondoni   | 21       | 1       | 0            | 0            | 21       | 1      |
| E. Da Re     | 38       | 3       | 5            | 0            | 43       | 3      |
| A. Sorbi     | 33       | 5       | 5            | 0            | 38       | 5      |
| M. Restelli  | 29       | 0       | 5            | 0            | 34       | 0      |
| C. Valigi    | 38       | 3       | 5            | 0            | 43       | 3      |
| G. Manarin   | 12       | 0       | 0            | 0            | 12       | 0      |
| M. Fasolo    | 15       | 3       | 0            | 0            | 15       | 3      |
| A. Seno      | 3        | 0       | 0            | 0            | 3        | 0      |
| L. Pradella  | 37       | 7       | 5            | 1            | 42       | 8      |
| O. Sorbello  | 35       | 7       | 4            | 2            | 39       | 9      |
| A. Dacroce   | 16       | 0       | 2            | 0            | 18       | 0      |